# Astaldi
Astaldi S.p.A. è stata una multinazionale italiana di grandi costruzioni, contraente generale e promotore d'iniziative in finanza di progetto con sede a Roma.
Ha realizzato complesse opere ingegneristiche in quasi 70 Paesi. I suoi settori di interesse sono stati le infrastrutture di trasporto (autostrade, aeroporti, porti, ferrovie, metropolitane), gli impianti di produzione energetica (dighe, impianti idroelettrici e opere civili di centrali nucleari), l'edilizia civile e industriale, la gestione in regime di concessione di parcheggi, strutture ospedaliere, infrastrutture di trasporto e di opere nel settore acqua ed energia.
Tra le opere più rilevanti realizzate negli anni figurano la stazione dell'alta velocità di Napoli-Afragola, la linea ferroviaria ad alta velocità Roma-Napoli, la Fiera di Milano, l'Ospedale di Mestre, l'impianto idroelettrico di Pont Ventoux e, all'estero, il Terzo Ponte sul Bosforo e l'autostrada dell'Anatolia in Turchia.
Astaldi è stata quotata alla Borsa di Milano negli indici FTSE Italia Small Cap e FTSE Italia STAR. Del gruppo Astaldi fanno parte società come Astaldi Concessioni, NBI, Astaldi Construction Corp., TEQ Construction Enterprise.
Dopo aver chiesto l'ammissione al concordato in continuità 28 settembre del 2018, al termine di un lungo percorso durato 3 anni, Astaldi, seconda azienda italiana nel settore delle costruzioni, chiude positivamente la proposta di concordato e entra a far parte del gruppo Webuild, dando vita a uno dei primi colossi europei nella costruzione di infrastrutture.
Al termine della fusione, con delibera straordinaria di Astaldi S.p.A. del 30 maggio 2022, l’azionista unico Fondazione Creditori Chirografari ha deliberato di modificare la denominazione della Società da Astaldi in "Astaris S.p.A"., terminando così una storia quasi centennale.

## Storia
Le origini della società risalgono agli anni ‘20, quando viene avviata la ditta individuale ing. Sante Astaldi, trasformatasi nel 1929 in società per azioni, la Impresa Astaldi Costruzioni e Lavori Pubblici S.p.A. Fino al secondo conflitto mondiale, la società opera prevalentemente in Italia e nelle colonie italiane, specializzandosi nella realizzazione di strade, ferrovie, porti e grandi edifici pubblici (direttissime Roma-Napoli, direttissime Bologna-Firenze e la strada Addis Abeba-Grandi Laghi). L'attività all'estero si espande nel dopoguerra, con la costituzione dell'Impresa Astaldi Estero S.p.A. La Società comincia ad operare in Europa, Asia, America centrale, Medio oriente ed amplia ulteriormente la propria attività in Africa.
Tra il 1971 e il 1976 l'azienda realizza la ferrovia "direttissima" Firenze-Roma, prima linea ad alta velocità in Europa. L'assetto societario attuale viene raggiunto nel 1985, quando viene deliberata l'incorporazione della storica Impresa Astaldi nella Astaldi Estero; quest'ultima, nel marzo 1986 assume l'attuale denominazione Astaldi S.p.A. In questi anni Astaldi realizza opere anche nel campo del nucleare e della ricerca. Nel 1998 la Astaldi diviene il secondo gruppo italiano nel campo delle costruzioni a seguito dell'acquisizione di due importanti imprese del settore, Italstrade e Dipenta. Nel 2002 la società di costruzioni viene quotata alla Borsa di Milano sul segmento STAR.
Nel febbraio 2016 il consorzio ACe (formato da Cimolai e Astaldi) con EIE Group (leader nel settore astrofisica e astronomia) si aggiudica il contratto per la costruzione del più grande telescopio ottico del mondo, situato in Cile sul Cerro Armazones, nella parte centrale del deserto di Atacama. Il nuovo telescopio sarà costruito a 3000 metri sul livello del mare.
Nel gennaio 2018 il Gruppo Astaldi, a capo di una cordata di imprese, si aggiudica un contratto riguardante la realizzazione di un ponte sospeso di 2 km sul Danubio, nella zona di Braila, in Romania. Nel maggio 2018 Astaldi, con un indebitamento di 1,66 miliardi di euro, delibera un aumento di capitale di 300 milioni di euro che permette l'ingresso (con risorse fresche per 112,5 milioni e il 18% delle azioni) di un socio industriale, i giapponesi di IHI Corporation. Nello stesso tempo è varato un piano industriale con cessioni di asset per 790 milioni e ristrutturazione del debito. Previste tra l'altro la cessione della concessione sul terzo ponte sul Bosforo in Turchia e il progetto per l'ospedale di Venezia-Mestre, ma ciò non è sufficiente; nel settembre 2018, con l'indebitamento attestato a 1,89 miliardi, la società chiede il concordato in continuità aziendale al Tribunale di Roma.
Nel novembre 2018 il gruppo romano Salini Impregilo (da maggio 2020 ridenominato Webuild) presenta una propria manifestazione di interesse per la Astaldi che ha un debito di 2 miliardi di euro a fronte di un portafoglio ordini che supera i 25.
Dopo mesi di trattative con Cassa Depositi e Prestiti (CDP) e le banche creditrici (UniCredit, Intesa Sanpaolo, Banco BPM) il piano di Salini Impregilo per il salvataggio dal fallimento di Astaldi e la creazione di un campione nazionale delle costruzioni e degli appalti, chiamato "Progetto Italia", in grado di rilanciare il settore che rappresenta l'8% del Pil, ha il via libera ai primi di agosto 2019: la prima fase, destinata a rimettere sul mercato l'Astaldi e arrivare all'ammissione di concordato entro la fine di settembre, prevede un aumento di capitale di 600 milioni (50 milioni Salini Costruzioni, 250 CDP, 150 le banche creditrici, 150 il mercato); la seconda fase prevede un aumento di capitale di 225 milioni di Astaldi, riservato a Salini Impregilo, e un finanziamento di quasi un miliardo di euro.

## Principali mercati
- Europa: Italia, Bulgaria, Polonia, Romania, Russia, Svezia
- Africa: Algeria
- Asia: Turchia, Arabia Saudita, Emirati Arabi Uniti
- America: Stati Uniti, Canada, Honduras, Costa Rica, El Salvador, Nicaragua, Guatemala, Venezuela, Bolivia, Cile, Argentina, Panama, Perù

## Principali partecipazioni
- AR.GI S.c.p.a. 99,99%
- Astaldi Algerie E.U.r.l. 100,00%
- Astaldi Arabia Limited 100,00%
- Astaldi Construction Corporation 100,00%
- Astaldi International Inc. 100,00%
- Astaldi International Limited 100,00%
- Italstrade IS S.r.l. 100,00%
- Redo-Association Momentanée 100,00%
- NBI S.p.A. 100,00%
- Sartori Tecnologie Industriali S.r.l. 100,00%
- Dirpa 2 s.c.a r.l. 99,80%
- CO.MERI S.p.a. 99,99%
- Astaldi de Venezuela C.A. 99,80%
- Romairport S.r.l. 99,26%
- ASTALROM S.A. 99,68%
- Astur Construction and Trade A.S. 99,00%
- S.P.T. Società Passante Torino S.c.r.l. 74,00%
- Astaldi-Max Bogl-CCCF J.V. S.r.l. 66,00%
- SCAR S.c.r.l. 61,40%
- Garbi Linea 5 S.c.a.r.l. 60,00%
- Partenopea Finanza di Progetto S.c.p.A. 99,99%
- Infraflegrea Progetto S.p.A. 51,00%

Le partecipazioni indicate sono relative al bilancio consolidato al 31 dicembre 2016.

## Dati economici
Il Gruppo Astaldi ha chiuso l'esercizio 2016 con un fatturato consolidato di 3 miliardi di euro, per l'80% dovuto alle attività internazionali. L'utile netto consolidato è di 74 milioni di Euro.
Nell'esercizio 2016 il Gruppo Astaldi ha occupato mediamente 11.500 dipendenti. Il portafoglio ordini totale al 31 dicembre 2016 del gruppo Astaldi ammontava ad oltre 27 miliardi di Euro. Nel 2017 i ricavi sono stati sostanzialmente in linea con l'anno precedente (3,060 miliardi di euro) con l'Ebitda in calo del 3,5% e l'Ebit del 3,4%. Utile di 103 milioni..
Nel 2018 i ricavi sono stati di 984,405 milioni di euro e l'esercizio si è concluso con una perdita di 1,912 miliardi di euro. Nel 2019 i ricavi sono stati 1,475 miliardi di euro e l'esercizio si è concluso con una perdita di 70,584 milioni di euro.